# Verzorgingsplaats De Horn
Verzorgingsplaats De Horn is een Nederlandse verzorgingsplaats langs de A7 Bad Nieuweschans-Zaandam tussen afritten 11 en 10a nabij Abbekerk in de gemeente Medemblik.
De verzorgingsplaats is vernoemd naar Polder De Horn die zich tussen Abbekerk, Lambertschaag en Twisk bevindt. Nabij Lambertschaag ligt de buurtschap Koppershorn.
Bij de verzorgingsplaats is een tankstation van Tinq aanwezig.
Richting Bad Nieuweschans:
Middelsloot · 
De Koggen · 
Broerdijk · 
Hoge Kwel · 
Monument · 
Breezanddijk · 
Hayum · 
Laerd · 
De Horne · 
De Wâlden · 
Mienscheer · 
Dikke Linde · 
Meedenertol · 
Bunderneuland (D)
Richting Zaandam:
Poort van Groningen · 
Roode Til · 
Veenborg · 
Oude Riet · 
De Vonken · 
Bloksloot · 
Wildinghe · 
Breezanddijk · 
Monument · 
Den Oever · 
De Wierde · 
De Horn · 
Kruisoord